# Phare de Mission Point
Le phare de Mission Point (en anglais : Mission Point Light), est un phare inactif du lac Michigan, situé à l'extrémité de la péninsule s'avançant dans la baie de Grand Traverse (en) à 27 km au nord de Traverse City dans le Comté de Grand Traverse, Michigan.
Ce phare est inscrit au Michigan State Historic Preservation Office depuis le 15 octobre 1992.

## Historique
Quand il a été construit en 1870, c'était une copie exacte du phare de Mamajuda Island (maintenant détruit), qui a été construit sur la rivière Détroit en 1866. Son emplacement sur un banc de sable juste au-dessus de la surface du lac a créé un plan focal idéal, visible jusqu'à 13 miles (21 km) en mer. Entretenir et protéger la dune et le phare contre les effets délétères de l'action des vagues a été une lutte constante. La tour carrée portant la lanterne est au sommet du pignon d'une habitation en bois. Une lentille de Fresnel blanche du cinquième ordre fixe a été installée.
Pendant 67 ans, la lumière a servi à avertir les marins des hauts-fonds de la zone. Cependant, les nouvelles techniques de construction offshore et l'automatisation de l'éclairage des phares ont permis de construire une aide à la navigation sur le haut fond lui-même. En 1938, les travaux ont commencé sur une jetée pour la nouvelle lumière, à environ 2 milles (3,2 km) au nord-ouest de Mission Point. Celle-ci émet un flash blanc par période de 6 secondes.
Célèbre, l'ancien phare se trouve à quelques centaines de mètres au sud du 45e parallèle nord, à mi-chemin entre le pôle Nord et l'équateur. Le phare a été désactivé en 1933 et acheté par l'État du Michigan.

### Statut et activités actuels
Le phare est situé dansOld Mission State Park, qui est géré par le canton de Peninsula.
En 2008, le bâtiment a ouvert pour la première fois au public avec la présence d'un petit musée, après avoir servi pendant de nombreuses années comme résidence du gestionnaire du parc. Il est ouvert, tous les jours de mai à octobre et du vendredi au dimanche de novembre.
Identifiant : ARLHS : USA-504.

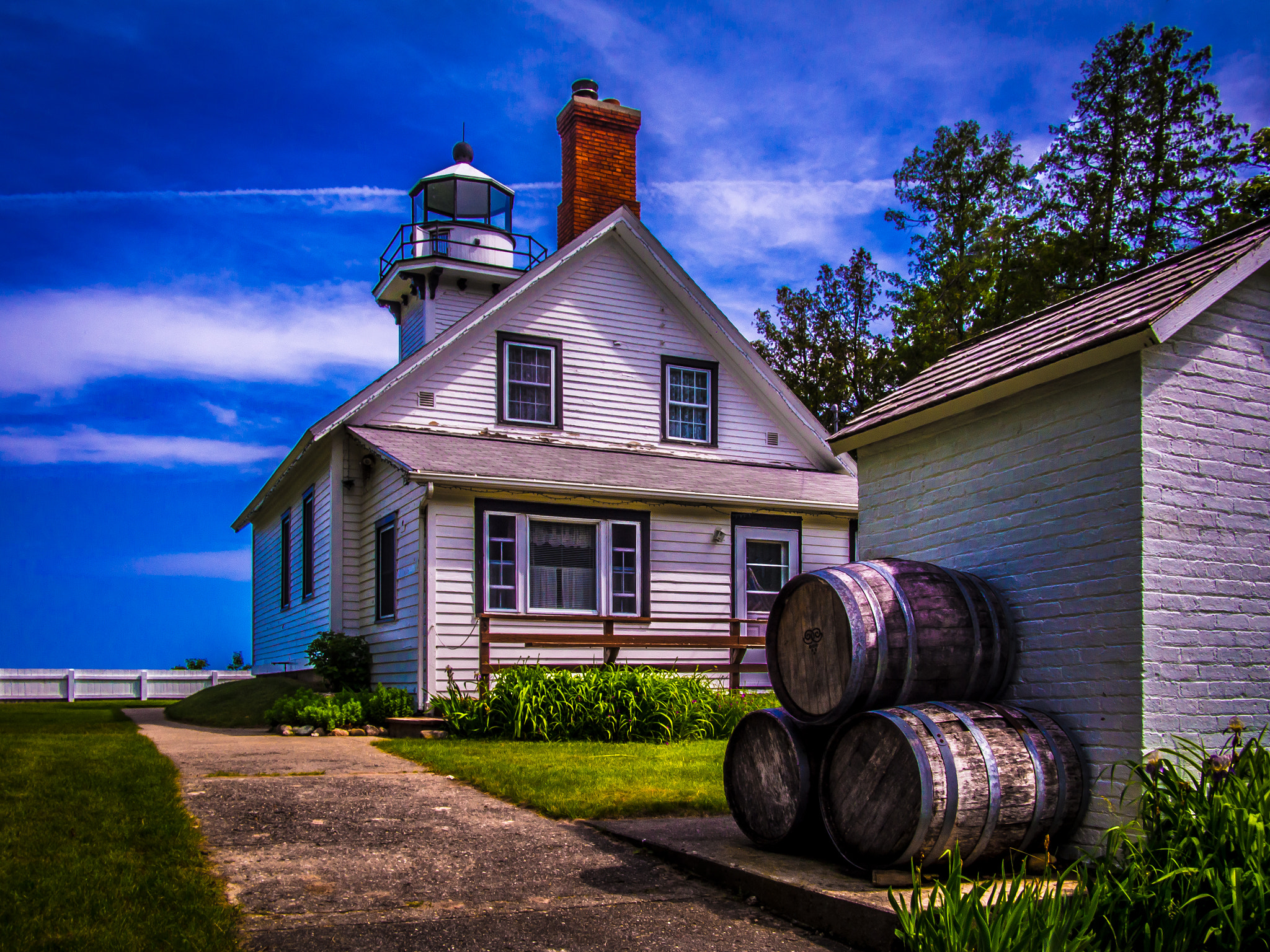
Le phare (photo USCG)
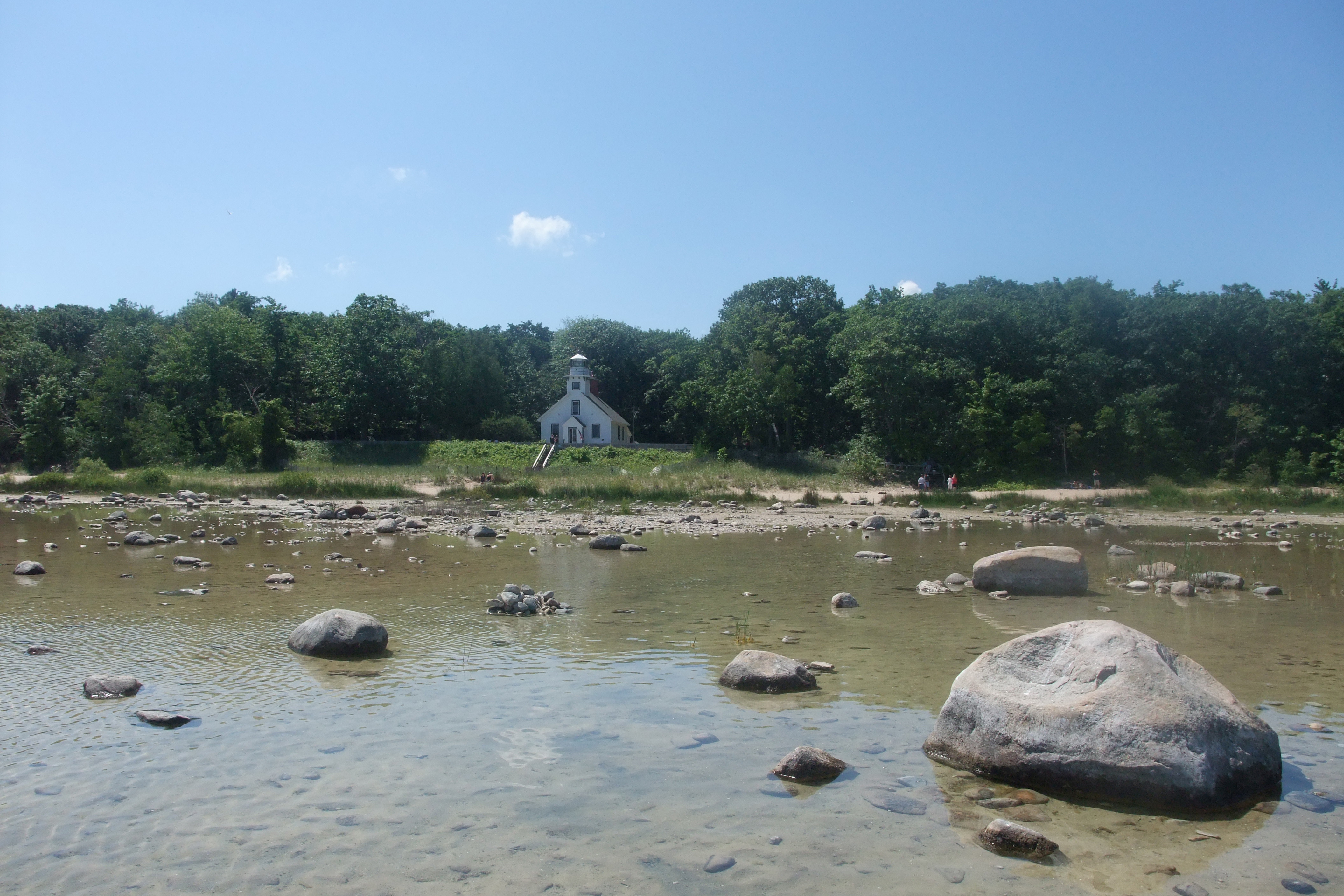
Le phare

### Lien connexe
- Liste des phares au Michigan